# Saint-Simon-de-Bordes
Saint-Simon-de-Bordes là một xã trong tỉnh Charente-Maritime trong vùng Nouvelle-Aquitaine, tây nam nước Pháp. Xã Saint-Simon-de-Bordes nằm ở khu vực có độ cao từ 35-82 mét trên mực nước biển.

## Lịch sử biến động dân số
| Năm  | Dân số | Mật độ | Phần trăm của tổng |
| ---- | ------ | ------ | ------------------ |
| 1962 | 487    | -      | -                  |
| 1968 | 503    | -      | -                  |
| 1975 | 559    | -      | -                  |
| 1982 | 572    | -      | -                  |
| 1990 | 648    | -      | -                  |
| 1999 | 621    | 44/km² | 6.25%              |